# Диортопериодатокупрат(III) калия
Диортопериодатокупрат(III) калия — неорганическое соединение, 
комплексная соль металлов калия и меди и иодной кислоты с формулой K7[Cu(IO6)2],
растворяется в воде,
образует кристаллогидрат.

## Получение
- Окисление щелочного раствора периодата калия пероксодисульфатом калия в присутствии сульфата меди:

{\displaystyle {\mathsf {2CuSO_{4}+4KIO_{4}+K_{2}S_{2}O_{6}(O_{2})+16KOH\ {\xrightarrow {}}\ 2K_{7}[Cu(IO_{6})_{2}]+4K_{2}SO_{4}+8H_{2}O}}}

## Физические свойства
Диортопериодатокупрат(III) калия образует кристаллогидрат состава K7[Cu(IO6)2]•7H2O.